# 後藤洋
後藤 洋（ごとう よう、1958年 - ）は、日本の作曲家、編曲家、音楽評論家。主に、吹奏楽の分野で活動している。

## 略歴
1958年、秋田県生まれ。秋田県立横手高等学校在学中に作曲した「即興曲」が、1976年度全日本吹奏楽コンクール課題曲として採用された。その後山形大学教育学部特設音楽科卒業、東京音楽大学研究科（大学院）修了、ノース・テキサス大学大学院修士課程（作曲および音楽教育）修了。作曲をシンディ・マクティー、池辺晋一郎、金田成就に師事。
2001年以来アメリカに本拠を置き、吹奏楽と音楽教育の分野を中心に作曲・編曲家、音楽評論家、研究家として活躍。吹奏楽の分野では、今日国際的に評価を得ている日本人作曲家のひとりであり、その作品はアメリカとヨーロッパ諸国で注目を集めている。海外で出版される吹奏楽作品の紹介、また音楽教育としての吹奏楽の研究においても、日本における第一人者。
2009年、ファンタズマ・ルナーレ 〜月光の中の幻影で、第42回下谷奨励賞佳作。
2011年、ウインドアンサンブルのための《ソングズ》により、世界で最も権威ある吹奏楽のための作曲賞のひとつであるABA（アメリカ吹奏楽指導者協会）スーザ/オストワルド賞を受賞。また現場の実情に即した幅広いクリニック活動とレパートリー研究の功績により、2000年度吹奏楽アカデミー賞（研究部門）を受賞している。さらにミッドウェスト・クリニック（2006年および2010年、シカゴ）、世界吹奏楽協会（WASBE）世界大会（2009年、シンシナティ）等、多くの国際的な講習会で講師を務め、いずれも高い評価を得ている。
日本バンドクリニック委員会委員、日本管打・吹奏楽学会理事、21世紀の吹奏楽“響宴”実行委員、全米音楽教育者協会（MENC）会員。昭和音楽大学教授。

## 主な作品

### 吹奏楽曲
- 即興曲（1976年度全日本吹奏楽コンクール課題曲A）
- カドリーユ（1983年度全日本吹奏楽コンクール課題曲C）
- WINGS（第2回「響宴」参加[1][2]）
- 輝く日への前奏曲
- 風の詩
- 行進曲「WINGS OF WINDS〔風の翼〕」(秋田県吹奏楽連盟委嘱作品）
- 彼方の祝祭（大阪市市制120周年記念大阪市音楽団委嘱作品）
- マーチ「緑の風」
- ラクリメ、または涙（第9回「響宴」委嘱作品[3][2]）
- ルクス・エテルナ（山形県立米沢興譲館高等学校吹奏楽研究クラブ委嘱作品、第1回「響宴」参加[4][5][2]）
- ダンシングインエアー
- DANCING in RAIN
- A Happy Ending（第20回昭和ウィンドシンフォニー定期演奏会記念作品）
- Step by Step（順次進行によるコラール）
- フェスティバル組曲（第5回「響宴」参加[6][7][2]）
- クラリタス シンフォニック・バンドのための断章（中央大学学友会文化連盟音楽研究会吹奏楽部委嘱作品、第7回「響宴」参加[8][9][2]）
- 呼び声は空の彼方より（第11回「響宴」参加[10][2]）
- ファンタズマ・ルナーレ：月光の中の幻影（ベートーヴェン作曲､ピアノ・ソナタ嬰へ短調作品27-2による幻想曲）（金沢市立工業高等学校吹奏楽部委嘱作品、第12回「響宴」下谷奨励賞 佳作[11][12][2]）
- ウインド・アンサンブルのための《シャドー・ソング》（第19回「響宴」スクールバンド・プロジェクト委嘱作品[13][14][2]）
- ステップ、スキップ、ノンストップ（順次進行によるカプリッチョ）(全日本吹奏楽コンクール課題曲Ⅱ) (2025年度全日本吹奏楽連盟委嘱作品[15])

### 独奏曲
- A rainy perspective（vibraphone独奏）
- Valse Excentrique（marimba独奏）
- ティンパニソロのための哀歌（ティンパニー独奏）

### 校歌
- 千葉県印西市立平賀小学校校歌[16]
- 東京都府中市立府中第一小学校わかば鼓笛隊「創立120周年記念曲わかばのマーチ」

### 編曲
括弧内は作曲者。

#### クラシック音楽
- くるみ割り人形（チャイコフスキー）
- 三角帽子（ファリャ）
- 蝶々夫人（プッチーニ）
- ツィゴイネルワイゼン（サラサーテ）
- トゥーランドット（プッチーニ）
- 動物の謝肉祭（サン＝サーンス）
- ドリー（フォーレ）
- フニクリ・フニクラ狂詩曲（デンツァ）
- ルーマニア民族舞曲（バルトーク）
- 横浜市歌 マルチ編成版 吹奏楽版（南能衛）

#### ポピュラー音楽
- いとしのエリー（桑田佳祐）
- オーラ・リー（アメリカ民謡）

#### 映画音楽など
- 劇音楽「利家とまつ〜加賀百万石物語〜」（渡辺俊幸）
- 映画音楽「となりのトトロ」（久石譲）
- 映画音楽「ハウルの動く城」（久石譲）
- ミュージカル「屋根の上のバイオリン弾き」メドレー（ジェリー・ボック）